# Vasum
Ốc gốm (Danh pháp khoa học: Vasum) là một chi ốc biển của họ Turbinellidae.

## Các loài
- Vasum caestus (Broderip, 1833)
- Vasum capitellum (Linnaeus, 1758)
- Vasum cassiforme (Kiener, 1840)
- Vasum ceramicum (Linnaeus, 1758)
- Vasum globulus (Lamarck, 1816)
- Vasum latiriforme Rehder & Abbott, 1951
- Vasum muricatum (Born, 1778)
- Vasum rhinoceros (Gmelin, 1791)
- Vasum suwanneensis Petuch, 1997 (Extinct)
- Vasum truncatum (G.B. Sowerby III, 1892)
- Vasum tubiferum (Anton, 1838)
- Vasum turbinellus (Linnaeus, 1758)
- Vasum aldridgei Nowell-Usticke, 1969: synonym of Attiliosa aldridgei (Nowell-Usticke, 1969)
- Vasum castaneum Röding, 1798: synonym of Thais (Thalessa) tuberosa (Röding, 1798)
- Vasum flindersi Verco, 1914: synonym of Altivasum flindersi (Verco, 1914)
- Vasum turbinellum [sic] accepted as Vasum turbinellus (Linnaeus, 1758)
- Vasum urna Röding, 1798 accepted as Vasum muricatum (Born, 1778)